# 漫画

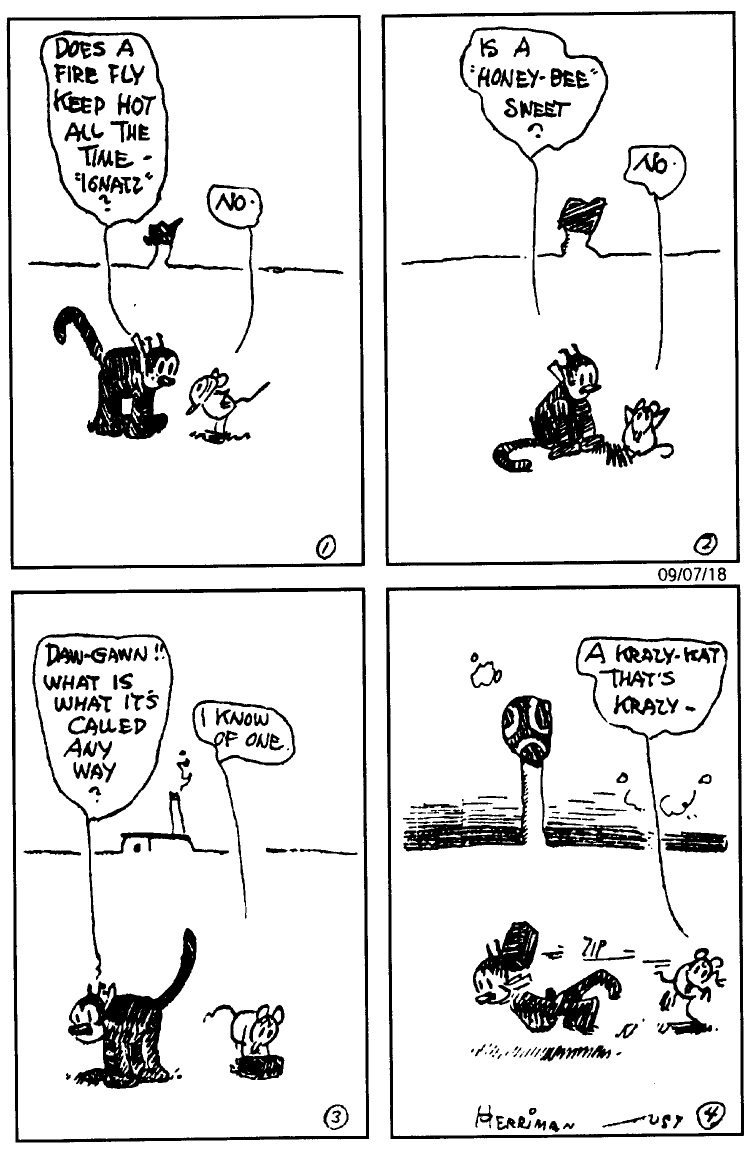
1918年9月7號刊載的連環漫畫《Krazy Kat》

漫畫（英語：comics）是一種二維視覺靜態圖畫藝術，構圖（如顏色、線條運用）比一般美術繪畫（如油畫、水彩畫）精簡，加上文字（如對白、旁述、狀聲詞）所構成的內容。如同其他藝術形式，漫畫可以運用不同的敘事手法，例如誇飾、諷刺、寫實等。傳統漫畫一般在雜誌上連載，或者定時發行單行本。隨著數碼技術和互聯網技術的發展，漫畫越來越多以電子書或者網站内容的方式出現。連環漫畫以多張靜態的圖畫構成，與動畫有別。通常沒有聲音，有聲音的例子有「配圖廣播劇」(vomic)。漫畫可以完整地敘述事情 敘述故事，能自己本身表達一個完全的故事或概念，有別於浮世繪和插圖。漫畫不止單純呈現景物，所以不同於風景畫、人物畫、速寫、寫生等。「漫」字有著連綿、長遠的意思，如漫長、漫漫等；且有簡易的、隨意之意，如漫談、漫步等。故「漫畫」可被視為不拘於例如油畫等作畫技巧上的仿真及嚴謹豐實，而以敘事及描形為主的作畫風格。非單幅的漫畫也可以稱為連環畫。

## 起源
漫畫作為繪畫作品经历了一个发展过程，从最初作为少数人的兴趣爱好，到现在已成為目前人们的普遍讀物。雖然現代才蓬勃的漫畫，卻早在800年前，日本已有了漫畫的開始。

### 欧洲

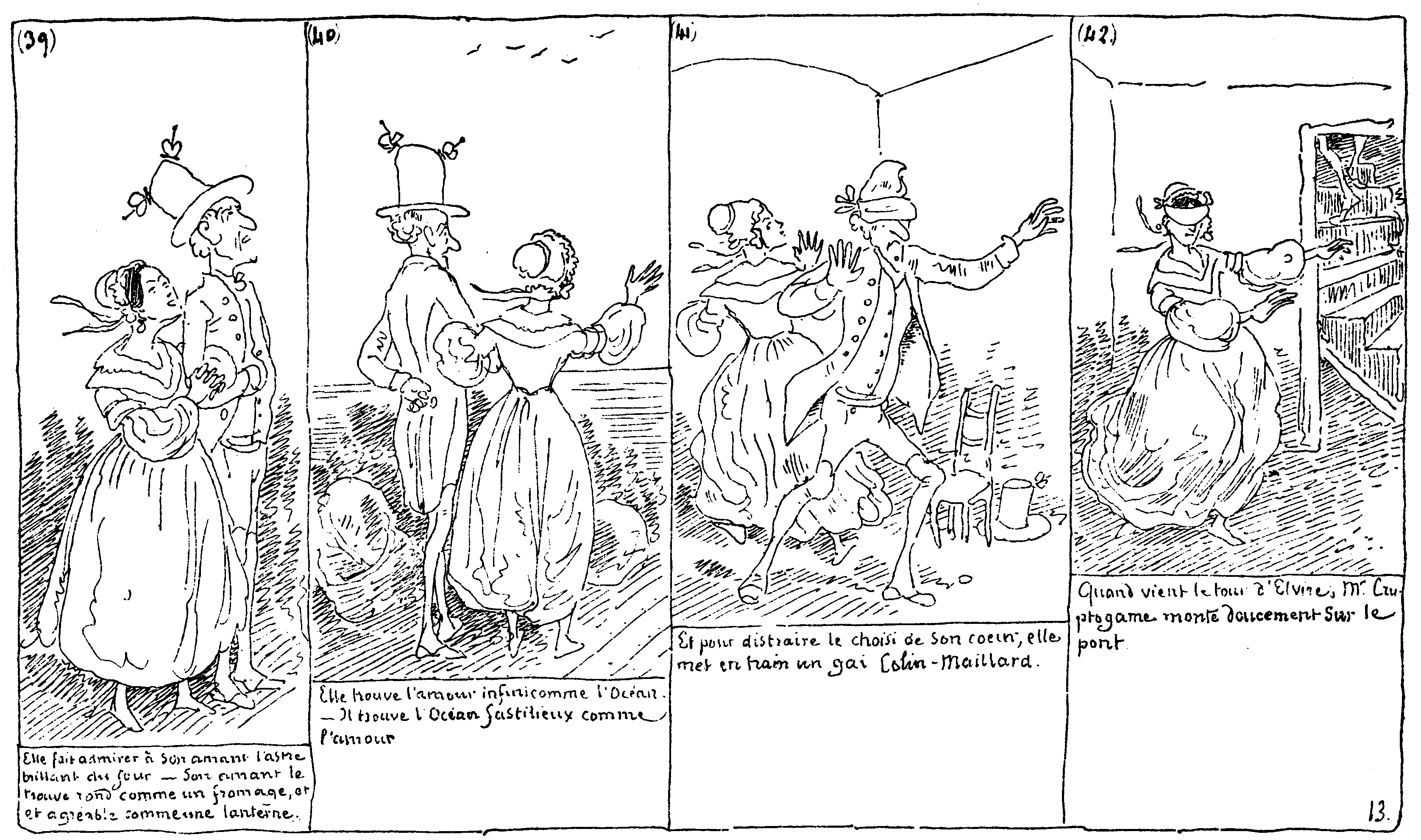
瑞士畫家鲁道夫·托普佛在1830年代的Histoire de Monsieur Cryptogame

欧洲在十六世紀文藝復興時期就有類似漫畫的作品，像李奧納多·達文西開始使用誇張的表現手法，本是作大壁畫時，在小紙上的速寫，但因誇張的畫作，滑稽的表現，而開始了西洋的漫畫。而瑞士畫家鲁道夫·托普佛在1830年代的連環漫畫是歐洲連環漫畫的起源。

### 日本

日本12世紀的鳥獸戲畫繪卷，被認為是日本最古老的漫畫

- 起源時期：藤原時代、鎌倉時代、室町時代、德川時代
- 起源地點：日本
- 重點人物：土佐光行、土佐光信
- 最早漫畫發展於日本，目前的日本漫畫是世界的主流文化之一，日本也是世界知名的漫畫王國，800年前，日本人模仿中國畫作，卻以誇張手法表現，當時稱此種畫作為：。鎌倉時代流行在長手卷上作畫，也發展成今日的連載漫畫。室町時代，畫作風格與漫畫更加接近。德川時代則流行簡筆畫，當時稱為，為最早漫畫兩字的出現。

### 中國大陆
- 起源時間：清末、民國十三、十四年
- 重點人物：豐子愷、陳師曾
- 豐子愷的漫畫在文學周報連載，也造成了當時風行，雖然中國此時才開始流行漫畫，起源卻是從清末開始，陳師曾的簡筆發表於太平洋報，但當時不稱為漫畫[1]。
- 漫畫與黑面琵鷺的關係：漫畫一詞在中國古代是一種鳥類的別名，以其用嘴在水中捕魚與畫家在紙上隨意下筆的姿態相似而得名[3]。

### 臺灣
- 起源時間：二十世紀初
- 重點人物：楊國城、陳定國、王朝基、陳光熙、洪晁明、葉宏甲
- 當時台灣漫畫的本土意識和色彩強烈，畫作總是富有地方色彩，楊國城、陳繼章開始繪製政治漫畫。後來許多漫畫家受到日本漫畫所影響，開始慢慢出現附有日本漫畫的作品。

### 香港
- 起源時間：清末
- 重點人物：何劍士、李凡夫、黃玉郎、上官小寶
- 清末期間，何劍士因不滿朝廷腐敗，在上海及香港各大報章刊物上發表了多篇諷刺時局的漫畫。1940年代初抗日戰爭爆發，不少內地漫畫家移居香港，成立了「全國漫畫作家協會香港分會」。1950年代《財叔》漫畫出現，1959年《漫畫世界》半月刊出版，1970年代由黃玉郎及上官小寶帶起以功夫為主題的漫畫熱。

## 漫畫與其它媒體的比較
| 媒體形式   | 視覺情報的表現            | 聽覺情報的表現                      | 畫面的連續性       |
| ---------- | ------------------------- | ----------------------------------- | ------------------ |
| 漫畫       | 繪畫來提示                | 用文字或狀聲詞表達聲音              | 時間依每格流動     |
| 繪本       | 用繪畫來提示加上文章說明  | 用文字、狀聲詞甚至文章表達聲音      | 靜態的・插畫的形式 |
| 小說       | 文章說明 （有的會有插畫） | 用文字、文章表達聲音 不採用狀聲圖形 | 無（靜態插畫）     |
| 廣播劇     | 沒有畫面，用聲音說明      | 用聲音和配樂直接提示                | 無                 |
| 影片、動畫 | 映射直接提示              | 有聲音與配樂                        | 動態・realtime     |
| VOMIC      | 用繪畫來提示              | 有聲音與配樂                        | 時間依每格流動     |
| 浮世繪     | 用繪畫來提示              | 無                                  | 靜態的・插畫的     |
| 繪畫       | 用繪畫來提示              | 無                                  | 靜態               |

漫画的画面可以简单也可以複雜，可以抽象也可以寫實，但注重能表達一個觀念或故事的内涵。雖然在古代很多是以諷刺幽默為主，但也有歷史故事（如北魏司马金龙墓出土的彩绘人物故事漆屏），恐怖鬼怪（如唐代吳道子的地獄變相圖），社會問題等不同題材。

## 发展史

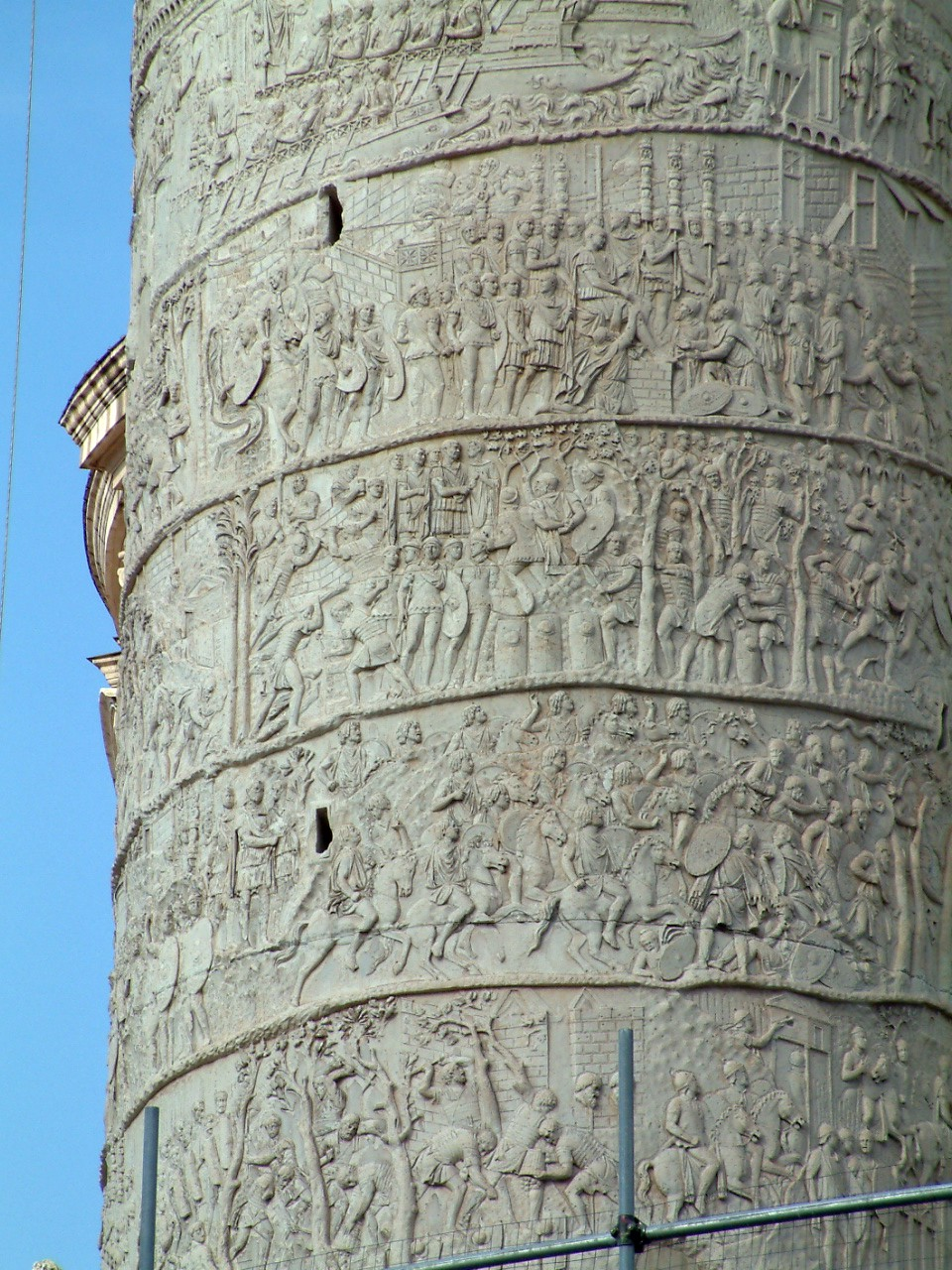
2世紀的圖拉真柱上的帶狀敘事繪畫

人们熟悉的羅馬圖拉真柱，外表纏繞190米浮雕，刻畫羅馬帝國皇帝圖拉真的功績，於西元113年落成。11世紀的貝葉掛毯長70公尺，寬半公尺，現存62公尺。描述了整個黑斯廷斯戰役的前後過程。可視為早期漫畫的一種模式。
而古代中国也有漫画这种艺术形式。诸如汉代山东西元147年落成的武梁祠石刻《夏桀》、北魏司马金龙墓出土的彩绘人物故事漆屏，明宪宗朱见深所作的《一团和气》、明末清初八大山人的《孔雀图》、清朝“扬州八怪”之一黄慎的《有钱能使鬼推磨》等，经美术界专家考证，均属中国古代漫画。只是在中国古代，与漫画这种绘画形式逐渐相适应的画种名称并非“漫画”，而是叫做“讽刺画”、“寓意画”、“讽喻画”、“时画”、“谐画”、“笑画”或“滑稽画”。

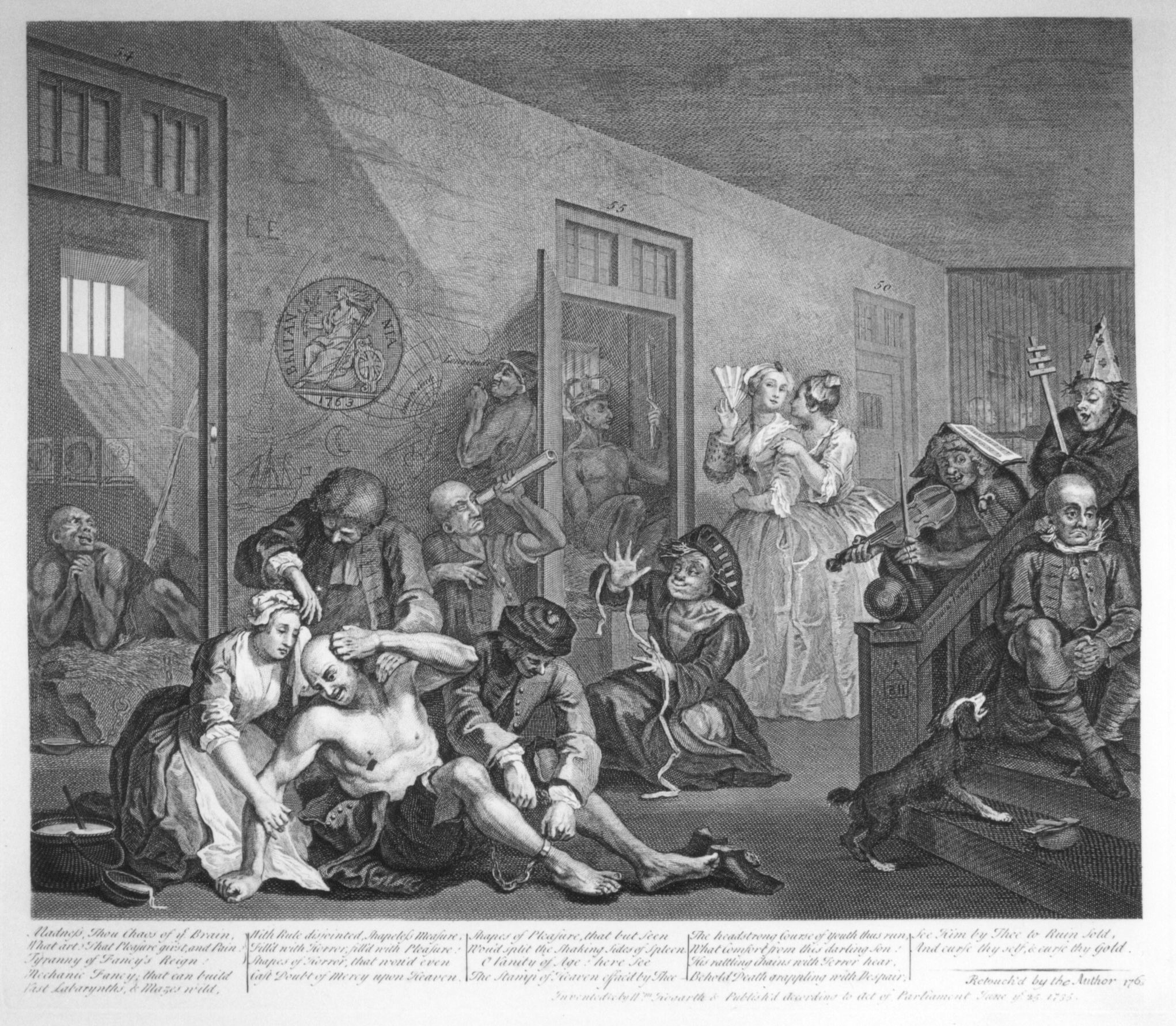
威廉·贺加斯18世紀的連環圖作品A Rake's Progress的最後一張圖

西方在十五世紀印刷術發明之後，就可能出現漫畫，但通常以藝術家威廉·贺加斯在十八世紀的連環圖作品A Rake's Progress定為現存西方歷史上最早漫畫。這個作品已带有分镜的感觉，甚至像一个画出来的分镜剧本。

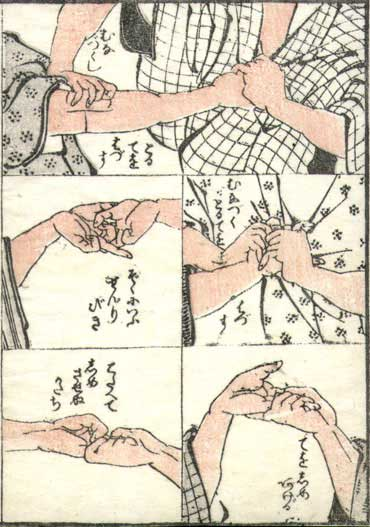
19世紀日本北齋漫畫

東方則是日本浮世繪畫家山東京傳在1798年繪本『四時交加』的序文第一次用《漫畫》這個詞。而葛飾北齋所繪製，在1814年開始出版的北齋漫畫可能是漫畫這類型在東方最早的展現。
现代漫画在中国最早可追溯到20世紀初，清朝光緒年間陈师曾在上海发行的《太平洋报》上曾发表过一些即兴随意的作品，小形、着墨俭省而意趣颇浓。但因当时战乱不断，大部分刊物在战乱期间烧毁遗失，已经很难再看到全部的作品了。幸好鲁迅、郑振铎所编辑的《北京笺谱》内搜集了一些与陈师曾类似漫画作品，才能一睹初期漫画的余韵。
1925年5月，被后人尊称为漫画大师的丰子恺开始在郑振铎主编的《文学周报》上刊载了一些绘画作品，并从5月的第172期为丰先生作品标上了“漫画”的字样，这是漫画的名称第一次出现在中國大众面前。从此，丰子恺的画就以“子恺漫画”的名字风行于各种报刊上。
可惜漫画後來在中国近现代绘画史上占有的地位並不重要。中國各種學校課程、學者研究、藝術獎、社會評價、政府管制、市場銷售等等各方面，在20世紀內，漫畫在中國長期都處於弱勢地位，少被看重。直到1990年代，中國才有第一本專業漫畫雜誌，晚了美日等國近一世紀。1998年才有第一屆中國漫畫獎，比日本1971年創的手塚賞晚了二十多年。直到2002年，中國美術學院才成立動畫系。

## 漫畫研究
就像在定義文學及電影的問題一様，有關漫畫媒體的定義還沒有達成共識，許多試圖為漫畫下的定義或說明都出現了許多的例外。像Töpffer、R. C. 哈维、威尔·埃斯纳、大衛·卡瑞爾、Alain Rey及 Lawrence Grove都強調文字和圖畫的結合，但是在漫畫史上也出現過著名的無文字漫畫。像Thierry Groensteen及Scott McCloud強調圖畫序列的重要性。到了20世紀末，不同的文化發現彼此的漫畫傳統，也重現找出一些早已被遺忘的漫畫類型，以及新漫畫類型的產生，因此要定義漫畫就更加困難了。

## 漫畫類型

### 篇幅分類
以表現形式分類有單幅漫畫，多格漫畫，劇情漫畫(連環漫畫)等不同的形式。
- 單幅漫畫／單圖漫畫／單格漫畫：只由單獨一幅圖畫而成。
- 多格漫畫：由多格圖畫組成。最常見的有三格、四格、六格漫畫，其餘二格、八格、十二格等也很常見。
- 短篇漫畫：篇幅較短的漫畫作品。在雜誌上登載的話，一般當期就會結束。
- 短期集中連載：篇幅較長的漫畫作品，無法一次刊行完畢，需要連載幾期，但一般沒辦法到達能出單行本的頁數。
- 長篇連載：長期推出的漫畫作品，可以連載數年甚至數十年。

### 地區分類
- 美國漫畫（American Comic）：簡稱「美漫」。美國是世界首個將漫畫普及為流行文化的國家（1930年代），美國創作了世界上最多的漫畫書，在數量方面，只有日漫是與美漫實力相差較少的競爭者。出版漫畫基本為彩色，占市場絕大多數的是超級英雄漫畫這類的硬派寫實的畫風。
- 法文漫畫（Bandes dessinées）：指在法國和比利時等法文地區出版的漫畫作品。多數法文漫畫的畫面和裝幀十分精美，有一種精英藝術氣質。其繪畫週期較長，以彩色為主。
- 日本漫畫（Manga）：簡稱「日漫」。當代日本漫畫業非常興盛，與美國一樣對世界漫畫文化有著深刻影響。
- 中文漫畫（Manhua）：指在台灣、香港和中國大陸等中文圈出版的漫畫作品。受日式漫畫影響很深，此外，部分漫畫家在漫畫中加入工筆劃的繪畫技法，看起來非常的精緻，以黑白或彩色為主。
- 韓國漫畫（Manhwa）：指在韓國出版的漫畫作品。由於網路發達，許多韓國漫畫家在網絡平台創作，作品開始受到關注，許多韓劇改編韓漫作品。以彩色為主。

### 讀者群分類
年齡限制方面，不同國家有不同的分級標準。
- 兒童漫畫：以兒童為主要讀者對象。（美國DC的E-Everyone級）
- 少年漫畫：以少年為主要讀者對象。（美國DC的T級為12歲以上）
- 少女漫畫：以少女為主要讀者對象。（美國DC的T級為12歲以上）
- 青年漫畫：以年齡層在少年以上為主要讀者對象。（美國DC的T+級為16歲以上）
- 女性漫畫：以家庭主婦和白領女性為主要讀者對象。（美國DC的T+級為16歲以上）
- 成人漫畫：有暴力或色情內容，成人才能閱覽。（日本分為18X與20X，台灣限制級為十八禁，美國DC的M級為18禁）

### 題材分類
- 冒險漫畫：講述驚險刺激的傳奇故事的漫畫。
- 科幻漫畫：又稱「SF漫畫」，以科幻故事為題材的漫畫。
- 奇幻漫畫：以與現實完全不同的世界為舞臺的漫畫。
- 恐怖漫畫：以恐怖題材為漫畫
- 歷史漫畫：以歷史為背景進行發揮創作的漫畫，其中大部份是以架空歷史為主。
- 武俠漫畫：以武俠為題材的漫畫。香港漫畫常見。
- 推理漫畫：以推理為故事主題，通常此類漫畫多為通力合作，有推理故事的原作者及漫畫人物的繪畫者合力完成。
- 災難漫畫：以災難事件為題材的漫畫。
- 校園漫畫：以校園為舞臺，學生為中心人物的漫畫。
- 運動漫畫：以運動為題材的漫畫。例如：棒球漫畫、籃球漫畫、足球漫畫......等。
- 博弈漫畫：以棋類、牌戲、魔術為主題的漫畫，其內容可能以競賽或賭博的方式為主。
- 烹飪漫畫：在日本稱為「料理漫畫」。以烹飪為主題。
- 戀愛漫畫：以戀愛為主題的漫畫。
- 色情漫畫：以性愛為主題的漫畫，多數以引起讀者性興奮為目的。在華語地區的次文化中又稱「A漫」、「H漫」，美國次文化稱為XXX級，日本次文化稱為。
- BL漫畫：又稱「耽美」，以女性群體為主的（也有一部分男生）以創作其幻想中的男同性戀的漫畫作品。最初出現在日本，後來席捲華人地區（包含台灣與中國大陸）。
- GL漫畫：又稱「百合」，以創作其幻想中的女同性戀的漫畫作品。
- 蘿莉漫畫：主角多半是未達青春期女性孩童的漫畫作品。
- 正太漫畫：主角多半是未達青春期男性孩童的漫畫作品。
- 戰爭漫畫：以戰爭、革命和武裝衝突為主題的漫畫作品。
- 不良少年漫畫：以少年幫派、伙伴情誼為主的漫畫。

### 出版分類
- 漫畫雜誌連載
- 單行本
- 合訂本
- 文庫本
- 完全版
- 電子書

## 参看
- 动画
- 连环画
- 漫畫店
- 漫畫咖啡店
- 漫画家
  - 漫画作品
  - 漫画杂志